# 國王密令II
《國王密令II》是一款由From Software開發的中世紀主題之第一人稱動作角色扮演遊戲，1995年於PlayStation平台發售。本作是國王密令系列的第二作，也是首部發行到海外地區的系列作。由於初代《國王密令》只在日本而未在歐美地區發行，因此歐美版本本作标题不带编号，直接叫“King's Field”。

## 劇情
本作故事發生於一代的15年後，主角是古拉纳迪奇王國（ヴァーダイト）的王子阿雷夫・伽爾夏・雷古納斯(アレフ・ガルーシャ・レグナス)，他也是當今沃迪特王國國王（原一代主角）的好友。在一場意外中沃迪特王國的神聖寶劍「月光劍」（ムーンライトソード）神秘失蹤。為了尋找失蹤的月光劍，並將該劍交還給好友沃迪特國王，阿雷夫乘船前往梅拉納特島（メラナット島），但在海上不幸遭遇船難而漂流到梅拉納特島的海岸。阿雷夫只能獨自努力，解開島上秘密並找出月光劍的下落。

## 外部連結
- 官方网站（日語）